# 吉原村 (京都府)
吉原村（よしわらむら）は、京都府中郡にあった村。現在の京丹後市峰山町中心部の西方一帯にあたる。

## 地理
- 河川 : 小西川

## 歴史
- 1889年（明治22年）4月1日 - 町村制の施行により、安村・西山村・小西村・菅村・新治村の区域をもって発足。
- 1955年（昭和30年）1月1日 - 峰山町・五箇村・新山村・丹波村と合併し、改めて峰山町が発足。同日吉原村廃止。